# 彭仲韬
彭仲韬（1920年10月12日—2009年3月7日），原名彭满升、后改名彭超千。河南省洛宁县磨头村人，中国人民解放军开国大校，中国人民解放军第三十九军政委。中国共产党第十一次全国代表大会代表。

## 生平
随新四军第三师开赴东北，历任东北民主联军第二纵队第六师教导队政治委员、第十六团政治部主任、第十八团政治委员、第117师第351团政委。抗美援朝第四次战役结束后，升任第117师政治部主任。
从朝鲜归国后，升任师政委，入解放军高等军事学院学习。1965年8月2日时任第三十九军副政委的彭仲韬正在基层蹲点，接到通知沈阳军区组建援越工程第5支队，赖政委、陈锡联司令派其任支队政委。1968年8月第5支队完成筑路、保通任务归国。彭仲韬被调回沈阳军区升任旅大警备区政治部主任、1969年8月至1978年4月任第三十九军政委。1983年5月至1985年8月任旅大警备区政委。1987年4月正兵团级离休。
1955年被授予上校军衔，1961年晋升大校军衔。荣获三级独立自由勋章、二级解放勋章、朝鲜民主主义人民共和国二级自由独立勋章、二级国旗勋章。1988年被授予中国人民解放军独立功勋荣誉章。
总结撰写了大量的党史资料和长篇回忆录《烽火春秋》。